# 孟門県
孟門県（もうもん-けん）は中華人民共和国山西省にかつて存在した県。現在の呂梁市柳林県北西部に相当する。
南北朝時代、北周により設置された定胡県を前身とする。唐代になると620年（武徳3年）に西定州の州治とされた。628年（貞観2年）には孟門県と、634年には定胡県と改称された。1195年（明昌6年）、金朝により孟門県と改称されたが、元代になると至元年間に廃止されている。